# Batalha de Alepo (2012–2016)
A Batalha de Alepo foi um confronto militar travado na cidade de Alepo, na Síria, entre as diversas facções da oposição síria - encabeçadas pela chamada Coalizão Nacional junto com forças islamistas como a Frente Al Nusra, contra as forças do regime sírio, leais ao presidente Bashar al-Assad. Ainda teve as forças das Unidades de Proteção Popular, protegendo a enclave curda do distrito Sheikh Maqsood tanto das forças rebeldes quanto governmamentais. Enquanto o Estado Islâmico do Iraque e do Levante, em guerra contra todos os beligerantes, chegou nos arredores nos distritos leste da cidade.
Segundo a ONU, mais de 100 mil pessoas teriam morrido nos combates em Alepo e milhares de outras abandonaram suas casas. Foi denunciado que tanto as forças do regime, quanto os rebeldes e jihadistas, cometeram violentas atrocidades. A Rússia, que interveio em favor do regime Assad, também foi acusada de bombardeio indiscriminado contra civis. A situação humanitária na região foi descrita como "catastrófica".
Foram quatro anos de intensos combates que deixaram a cidade e as regiões vizinhas em ruínas. A vitória do governo sírio em Alepo foi resguardada como potencialmente o ponto de virada no conflito na Síria.
A escala e a devastação da batalha, assim como sua importância estratégica, levaram alguns a rotula-la como "a mãe de todas as batalhas" ou "o Stalingrado da Síria". A batalha foi marcada por violência terrível contra civis, bombardeios atingindo escolas, hospitais e outras áreas civis, incluindo uso de artilharia e ataques aéreos indiscriminados que causaram milhares de mortes.
Outro aspecto desta batalha foi a inabilidade da comunidade internacional de conseguir resolver o conflito por meios pacíficos. Enviados da ONU para a Síria propuseram ideias de cessar-fogo, mas tais propostas eram rejeitadas por um lado ou pelo outro. Milhares de pessoas foram deslocadas de suas casas e esforços para dar auxílio ou ajudar na evacuação dos civis eram frequentemente frustrados pelos contínuos combates e desconfiança entre as partes envolvidas na guerra.

## Batalha
A batalha começou em 19 de julho de 2012, dentro do contexto da Guerra Civil Síria. Os combates tomaram grandes proporções no fim de julho quando tropas do governo e da oposição iniciaram uma pesada luta pelo controle do centro da maior cidade do país, que tem um enorme valor estratégico e econômico para ambos os lados. A batalha foi chamada pelos especialistas como uma das maiores e mais decisivas do conflito, naquele momento. Ao começo da ofensiva, os rebeldes foram bem sucedidos em tomar boa parte da cidade, porém o governo lançou vários contra-ataques a fim de recuperar o terreno perdido. Em setembro, os combates continuavam ferozes enquanto ambos os lados tentavam avançar pelos distritos da cidade. Segundo informações de jornalistas, a cidade estaria em ruínas enquanto intensas batalhas são travadas em cada rua. Em janeiro de 2013, apesar dos avanços das forças rebeldes e dos contra-ataques das tropas do regime, pouco terreno foi ganho e a batalha seguia em um impasse militar estratégico.
Em junho de 2013, após poucos ganhos militares por ambos os lados nos últimos meses, tropas do governo sírio, apoiados por combatentes da milícia libanesa Hezbollah, iniciaram uma grande ofensiva para reconquistar a região. Combates violentos foram reportados por toda Alepo, com várias mortes em ambos os lados, enquanto militantes dos dois lados lutavam pelo controle da maior cidade da Síria.
Em meados de dezembro de 2013, foi reportado que o governo sírio já controlava pelo menos 60% da região do município de Alepo. Em 2014, a situação da luta ficou incerta. O governo perdeu terreno, mas não cedia regiões vitais da cidade (como o aeroporto local). O auto-proclamado grupo extremista Estado Islâmico começou a fazer progressos pelo leste, combatendo tanto o regime quanto as diversas facções da oposição síria que lutavam por lá, mas seu avanço também foi enfraquecido. Em 2015, os combates se intensificaram mas nenhum lado conseguiu uma vitória decisiva. Governo, oposição e jihadistas lançavam diversas ofensivas uns contra os outros, causando centenas de mortes. Assim a batalha se arrastava em um impasse tático.
Segundo a ONU, em meados de 2014, pelo menos 31 mil pessoas já haviam morrido na batalha.
A fim de quebrar o impasse, em outubro de 2015, o governo sírio lançou uma enorme ofensiva por terra pelo sul de Alepo. Os ataques eram apoiados por militantes do grupo Hezbollah e por soldados iranianos. Aviões russos bombardearam posições dos insurgentes e jihadistas antes dos ataques no solo acontecerem. Intensas batalhas voltaram a acontecer, com dezenas de mortes em ambos os lados.
Em setembro de 2016, após meses de pequenas incursões terrestres localizadas, o governo sírio anunciou uma enorme operação militar para expulsar os rebeldes sírios e os jihadistas do leste de Alepo. As forças de Assad mobilizaram  milhares de tropas do exército, tanques, helicópteros e aviões para encabeçar a ofensiva e contavam ainda com apoio de combatentes de milícias locais, do Hezbollah e do Iraque, além de soldados do Irã e aeronaves russas. Enquanto a batalha se intensificava consideravelmente em terra, com ferozes combates sendo travados rua a rua, aviões do regime Assad e da Rússia iniciaram uma maciça campanha de bombardeio aéreo contra redutos da oposição em Alepo, deixando centenas de mortos (a maioria civis). A ONU chamou a atenção da comunidade internacional para uma crise humanitária de centenas de milhares de civis ainda presos na cidade, pegos no fogo cruzado e vítimas do bombardeio indiscriminado do governo sírio.
Segundo dados oficiais, a população de Alepo havia se reduzido para a metade do que era no pré-guerra. Entre outubro e novembro de 2016, apoiados por imensos bombardeios russos, as tropas do governo sírio do presidente Bashar al-Assad prosseguiram avançando nos últimos redutos significativos da oposição no leste de Alepo. Desesperados, rebeldes e jihadistas tentaram reverter o quadro de perdas e se lançaram em diversas contra-ofensivas para tentar salvar os poucos territórios que ainda tinham em sua posse. Apesar de alguns sucessos iniciais, tais ofensivas acabaram fracassando. De forma lenta, mas eficiente, as forças do regime começaram a avançar, bairro por bairro, casa por casa, expulsando os rebeldes dos seus redutos.

### Tomada da cidade
Após meses de violentos combates que deixaram milhares de mortos (entre civis e militares), foi reportado, no começo de dezembro de 2016, que as forças do regime Assad haviam tomado os últimos redutos da oposição síria no leste de Alepo, após os rebeldes terem se retirado de tais posições. Não houve confirmações independentes destes últimos desenvolvimentos. Contudo, a 13 de dezembro de 2016, o governo da Rússia afirmou que os rebeldes de fato haviam abandonado suas últimas posições defensivas e que as forças do regime controlavam Alepo quase que em sua totalidade. Em 22 de dezembro, os últimos pelotões de rebeldes na cidade foram evacuados, abrindo caminho para as tropas do governo ocupar estas áreas. Nas regiões vizinhas, contudo, combates esporádicos ainda eram reportados.

## Fotos

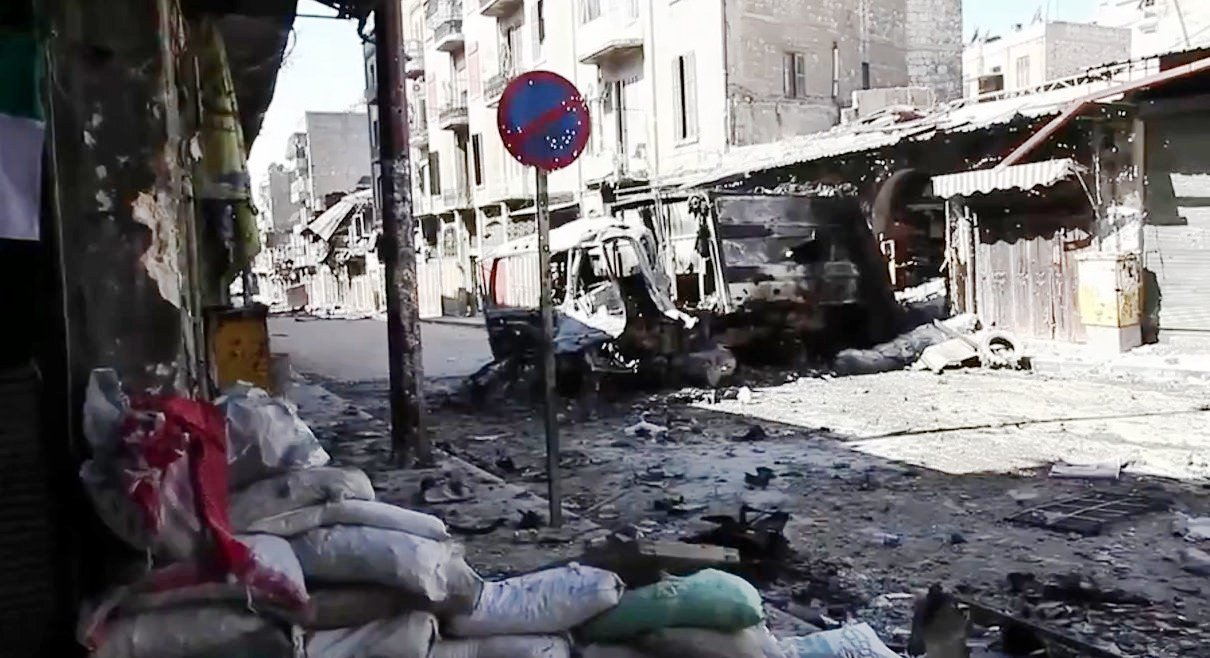
Um veículo bombardeado nas ruas de Alepo.
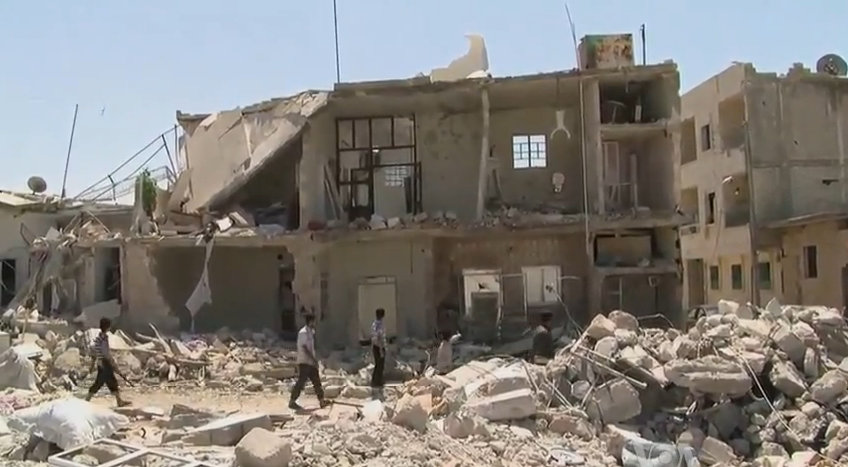
Destruição na cidade de Azaz, na província de Alepo.
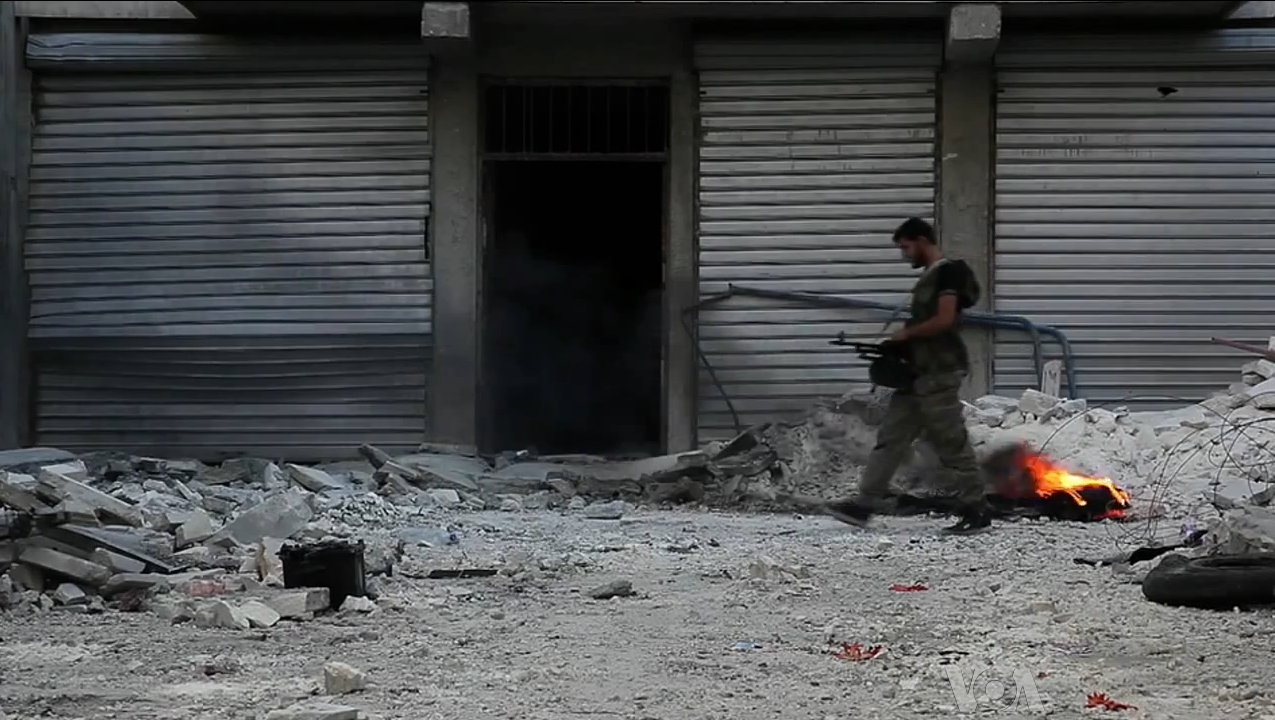
Um combatente da oposição andando em meio às ruínas de uma das ruas da cidade.
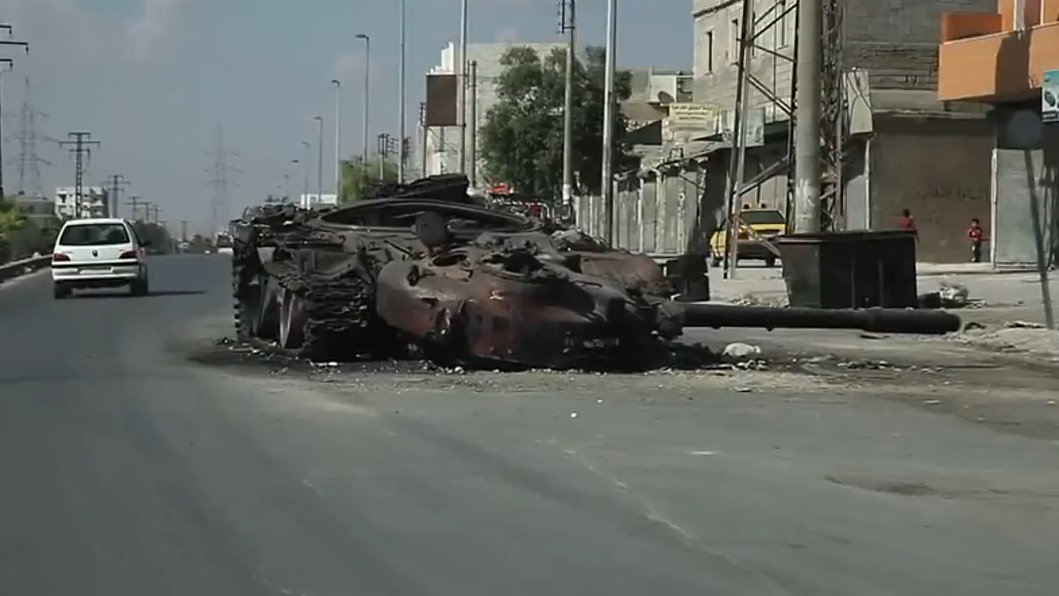
Um tanque do governo destruído pelos rebeldes.
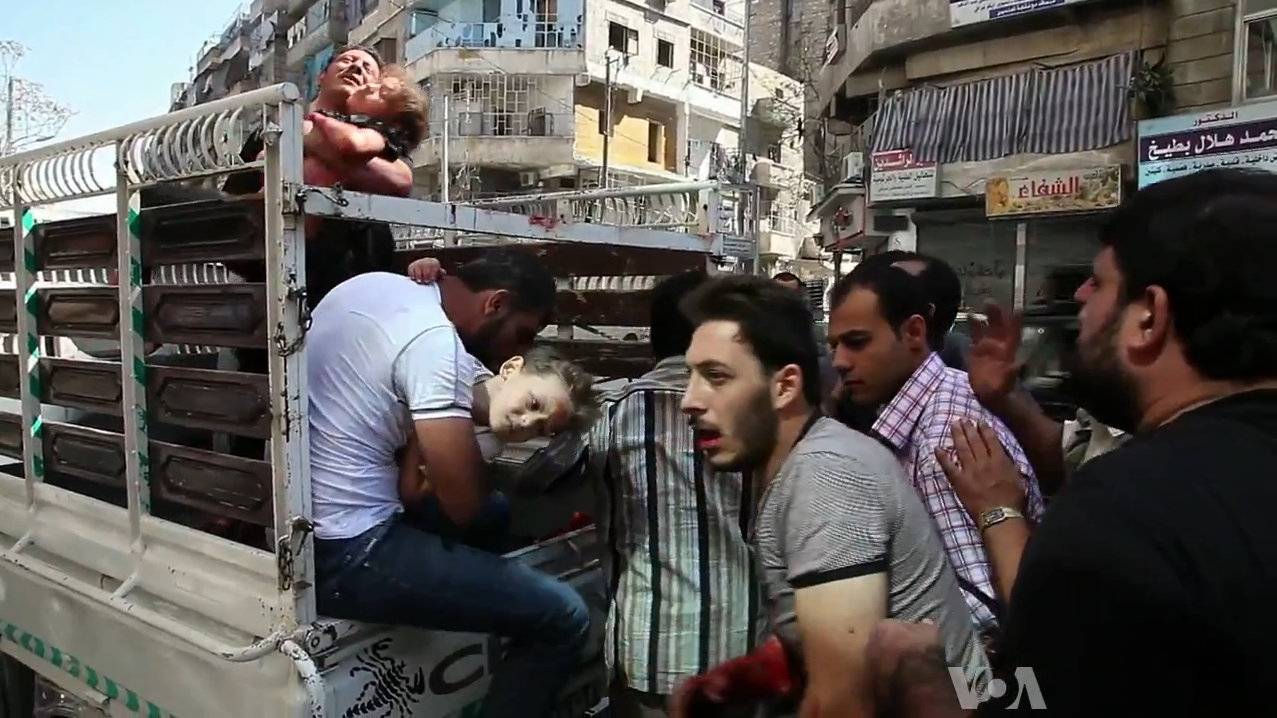
Civis feridos sendo levados para um hospital na periferia da cidade.
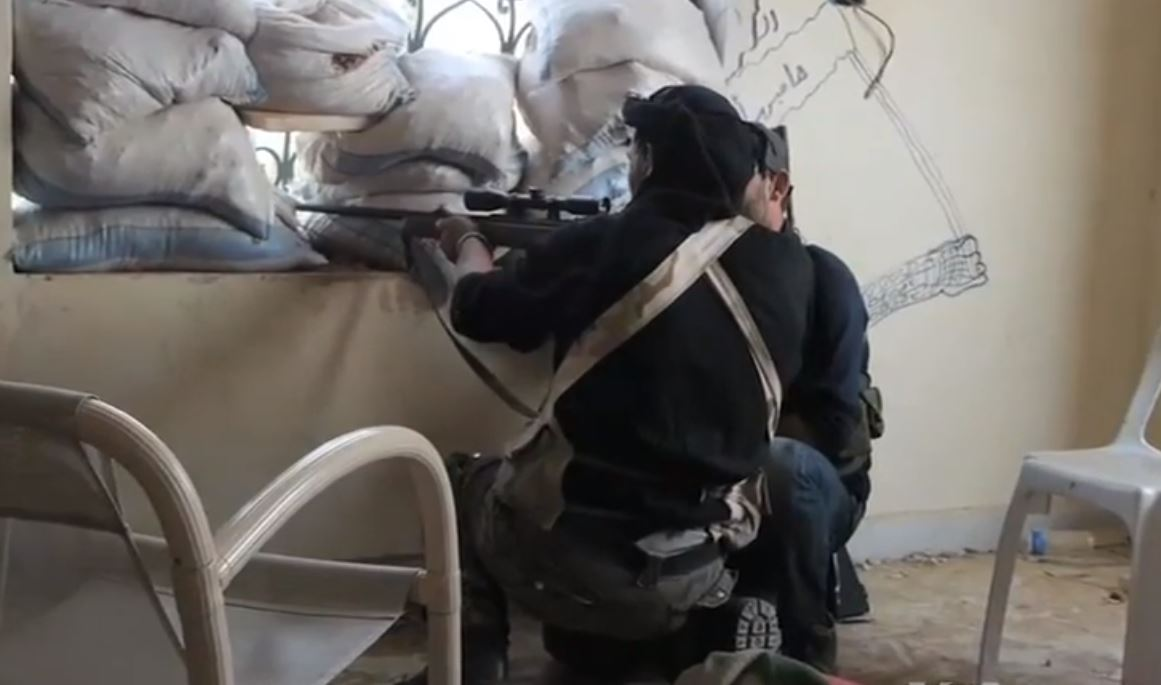
Um combatente rebelde lutando em Khan al-Assal, na região de Alepo (2013).
Destruição em Alepo, em 2013.
Um combatente sírio passando pelas ruínas da cidade.
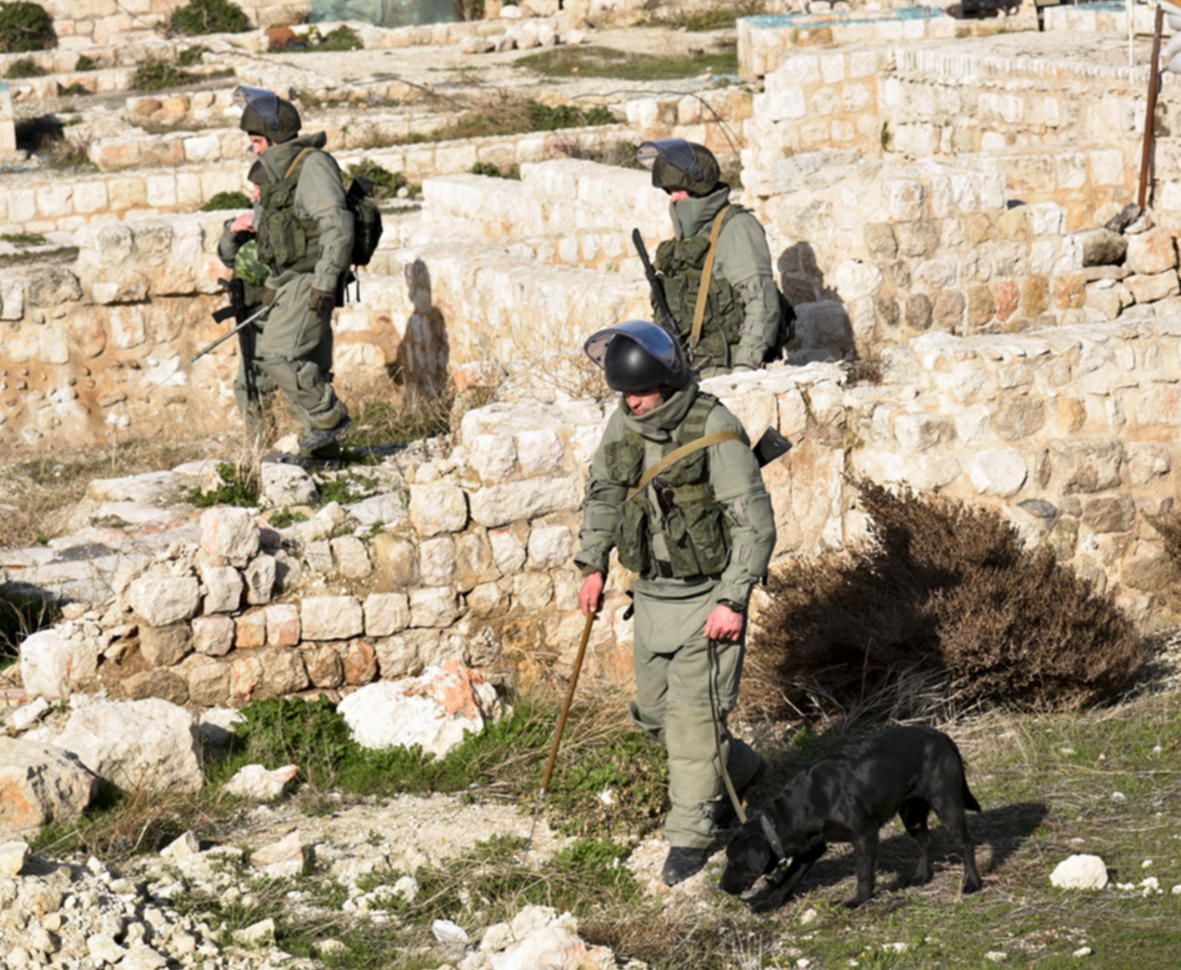
Remoção de minas por sapadores russos da cidadela histórica da antiga fortaleza de Aleppo. Janeiro de 2017